# بیل بلک دیدر
بیل بلک دیدر (انگلیسی: Bill Blackadder; ۹ ژانویهٔ ۱۸۹۹ – ۱۱ ژانویهٔ ۱۹۷۷) بازیکن فوتبال اهل بریتانیا بود.
از باشگاه‌هایی که در آن بازی کرده‌است می‌توان به باشگاه فوتبال کلیترو، باشگاه فوتبال لانکستر، باشگاه فوتبال برنلی، و باشگاه فوتبال چورلی اشاره کرد.